# Brunsvigia natalensis
Espèce
Brunsvigia natalensis, l'une des espèces de fleur candélabre, est une espèce de plante herbacée endémique d'Afrique du Sud, de la famille des Amaryllidaceae, et assez rare.

## Description
Brunsvigia natalensis est une plante à bulbe sempervirente  qui peut mesurer jusqu'à 50 cm de hauteur. Le bulbe, couvert de membranes brunes, mesure environ 2 cm. Deux à six feuilles larges, d'environ 10 cm de long, poussent souvent à plat sur le sol mais peuvent également être érectes ; elles apparaissent après la floraison. La tige de la fleur, longue et fine, porte une inflorescence d'environ 30 cm de largeur, avec de multiples fleurs de couleur rouge vif en forme de trompette. Elle fleurit de novembre à janvier.
Les graines, charnues et de couleur verte, germent alors qu'elles sont encore présentes sur la plante mère. Quand le fruit murit, le pédoncule sèche et rapetisse, perdant ainsi son pouvoir d'attache sur le bulbe. Le vent emporte le fruit, parfois sur des kilomètres, semant les graines ce faisant.

## Habitat, répartition
On la trouve parsemée dans les grassvelds de la province Cap-du-Nord et de l'est de l'Afrique du Sud. Elle est également présente dans la réserve naturelle du Cederberg, qui fait partie du royaume floral du Cap.

## Confusion possible
Cette espèce est parfois confondue avec Brunsvigia radulosa, aux côtés de laquelle on la trouve souvent. B. natalensis est toutefois plus petite, son bulbe est également plus petit, et ses feuilles plus étroites.